# La Gradelle
 (mai 2025).
Motif : Absence de source totale sur ce quartier qui ne semble n'avoir rien d'extraordinaire à première vue
- Archive Wikiwix
- Bing
- Cairn
- DuckDuckGo
- E. Universalis
- Gallica
- Google
- G. Books
- G. News
- G. Scholar
- Persée
- Qwant
- (zh) Baidu
- (ru) Yandex
- (wd) trouver des œuvres sur Wikidata

| 1. | Préciser le motif de la pose du bandeau. | Précisez le motif de la pose du bandeau en utilisant la syntaxe suivante : {{admissibilité à vérifier\|date=mai 2025\|motif=remplacez ce texte par le motif}}                    |
| 2. | Informer les utilisateurs concernés.     | Pensez à avertir le créateur de l'article, par exemple, en insérant le code ci-dessous sur sa page de discussion : {{subst:avertissement admissibilité à vérifier\|La Gradelle}} |

La Gradelle est un quartier résidentiel situé à la périphérie est de la ville de Genève, sur les communes de Chêne-Bougeries et de Cologny en Suisse.

## Description
Il est composé de deux parties clairement délimitées, l'une constituée d'un groupe d'immeubles des années 1960, l'autre d'une zone dense de villas.